# أحمد عبد الرحمن البنا
أحمد عبد الرحمن محمد البَنَّا الشهير «بالساعاتي» (1300- 1378 هـ / 1883- 1958 م) عالم حديث سنِّي أزهري مصري، وهو والد حسن البنا، اشتَهر بكتابه الذي رتَّب فيه مسند الإمام أحمد بن حنبل، وخرَّج أحاديثه، وشرح ما يحتاج إلى بيان وسمَّاه (الفتح الرباني لترتيب مسند الإمام أحمد بن حنبل الشيباني 1378هـ / 1958م) في اثنين وعشرين جزءًا كبيرًا. واشتَهَر بلقب (الساعاتي) لعمله في إصلاح الساعات إضافة إلى عمله في الأزهر.

## النشأة
ولد في قرية شمشيرة من أعمال مديريّة الغربيّة، عام 1300هـ/ 1883م. كان والده رجلاً متدينا ملتزما، وكانت أمّه متدينة، نذرته للقرآن والعلم الشرعي.
حفظ القرآن الكريم في سنّ مبكّرة، وأتقن أحكام التجويد على الشيخ أحمد أبو رفاعي في كتّاب القرية.
سافر إلى الإسكندرية والتحق بدروس مسجد الشيخ إبراهيم باشا، وأقام بجواره عدّة سنوات، وتعلم بها إصلاح الساعات لكى يكون له مورد عيش.
عاد إلى قريته عالماً شرعياً ومصلحاً للساعات فتزوّج من ابنة تاجر مواشي في قريته وأخذها إلى المحمودية سنة 1331/1903، حيث استقر وافتتح دكاناً على النيل وبنى بيتاً صغيرًا داخل البلد، التي كانت أقرب إلى البندر وتعرف عليه رجال المحمودية واختاروه مأذوناً شرعيًا وإمامًا للمسجد، وكان يتبادل مع العلماء منهم الأحاديث، واستقر بها، ولقى عالمها الشيخ الكفيف محمد محمد زهران، صاحب (مدرسة الرشاد الدينيّة) ومحرر (مجلّة الإسعاد) الشهريّة التي صدرت بين عامي (1920 ـ 1928) واستعان بمكتبته الزاخرة بأمّات الكتب الدينيّة.
عندما وقع على مسند الإمام أحمد بن حنبل الشيبانى، وهو أكبر موسوعة في الحديث، وفيه قرابة ثلاثين ألف حديث، ولكنها مرتبة حسب «المسانيد» وليس حسب المواضيع وكانت هناك الأحاديث المروية عن أبى هريرة، فمثلاً نجد حديثاً عن صلاة الفجر وبعده مباشرة حديثاً عن غزوة أحد وبعده حديثاً عن الزكاة، ولهذا كان هذا الكتاب الثمين معطلاً عن الاستفادة منه كمرجع فقه، وكان يجب لجعله مرجعًا مفيدًا إعادة تصنيف ثلاثين ألف حديث واستخراج كل أحاديث الصلاة وكذلك أحاديث الزكاة، إلخ، وهى مهمة عجز عنها أئمة الإسلام من القرن الثالث ومن ضمنهم ابن كثير.

## مؤلفاته
- الفتح الرباني لترتيب مسند الإمام أحمد بن حنبل الشيباني
- بدائع المنن في جمع وترتيب مسند الشافعي والسنن.
- بلوغ الأماني من أسرار الفتح الرباني وهو شرح لكتابه السابق.

## وصلات خارجية
- رسائل الإمام حسن البنا إلى أبيه، جمال البنا، إخوان ويكي
- ذكريات عن الشيخ البنا الساعاتي، جمال البنا: 1 - 2 - 3[وصلة مكسورة] - 4[وصلة مكسورة] - 5[وصلة مكسورة] - 6[وصلة مكسورة] - 7[وصلة مكسورة]